# Убивця всередині мене
«Вбивця всередині мене» (англ. The Killer Inside Me) — художній фільм режисера Майкла Вінтерботтома, екранізація однойменного твору Джима Томпсона. Головні ролі у фільмі виконують Кейсі Аффлек, Кейт Гадсон та Джессіка Альба.
В Україні прем'єра відбулась 9 вересня 2010 року, Фільм перекладено і дубльовано творчим об'єднанням Дія на замовлення JRC Film (тепер Top Film Distribution).
Прем'єра на українському телебаченні відбулась 7 лютого 2014 р. у програмі «Підпільна імперія» на телеканалі 1+1.

## Зміст
Проблема маленьких містечок у тому, що всі один одного знають. У маленькому містечку ти або добропорядний громадянин і милий сусід, або ізгой. Молодого помічника шерифа Лу всі вважають нормальним хлопцем. І тільки він сам знає, що з дитинства стоїть на краю прірви і чекає, коли зірветься у неї.

## Ролі
- Кейсі Аффлек — Лу Форд
- Джессіка Альба — Джойс Лейкленд
- Кейт Гадсон — Емі Стентон
- Нед Бітті — Честер Конвей
- Том Бауер — Боб Меплс
- Еліас Котеас — Джо Ротман
- Саймон Бейкер — Говард Гендрікс
- Білл Пуллман — Біллі Бой Вокер
- Ліам Ейкен — Джонні Папас

## Виробництво
Кілька кінематографістів намагалися екранізувати роман Томпсона з середини 1950-х років. Студія 20 Century Fox придбала права на екранізацію і намагалася запустити проєкт у виробництво з 1956 року. У головних ролях повинні були знятися Мерилін Монро, Елізабет Тейлор та Марлон Брандо. Однак, після несподіваної смерті Монро в 1962 році, робота над проєктом була зупинена. Перша екранізація роману Томпсона вийшла в 1976 році, у ролі Лу Форда знявся Стейсі Кіч, а в ролі Джойс — Сьюзен Тірелл.
У середині 1980-х років була зроблена ще одна спроба екранізувати «Вбивця всередині мене», цього разу у головних ролях повинні були знятися Том Круз, Брук Шилдс та Демі Мур. Однак, цей проєкт не отримав подальшого розвитку. У середині 1990-х років, після успіху «Кримінального чтива», Квентін Тарантіно був зацікавлений в тому, щоб зняти нову екранізацію роману з Бредом Піттом та Умой Турман у головних ролях. Але після терористичного акту 11 вересня, зйомки фільму були скасовані, оскільки сценарій містив безліч жорстоких сцен.
У 2003 році Ендрю Домінік написав новий сценарій «Вбивці всередині мене» і спочатку повинен був стати режисером майбутнього фільму, але незабаром він втратив інтерес до цього проєкту і надав перевагу режисурі фільму «Як боязкий Роберт Форд убив Джесі Джеймса».

## Критика
Фільм отримав змішані рецензії від кінокритиків. Згідно з сайтом Rotten Tomatoes, 54 % зі 114 рецензій на фільм були позитивними.